# Acalolepta degener
Acalolepta degener (лат.) — вид жуков-усачей из подсемейства ламиин. Распространён в России, Китае, на Корейском полуострове, в Японии и на Тайване. Кормовым растением личинок является айлант высочайший.